# Tomé de Barros Queirós
Tomé José de Barros Queirós (Ílhavo, 2 de fevereiro de 1872 – Lisboa, 5 de maio de 1926) foi um comerciante, capitalista e político republicano do período da Primeira República Portuguesa que, entre outras funções, exerceu os cargos de deputado, Ministro das Finanças, Ministro da Instrução Pública e Presidente do Ministério (Primeiro-Ministro). Foi membro da Maçonaria.

## Biografia
Nasceu no lugar de Quintãs, freguesia de São Salvador, em Ílhavo e era descendente pelo ramo materno de uma família de grandes tradições liberais. Era filho de António José de Barros e de Matilde da Conceição Queiroz, que irmã do famoso Desembargador Joaquim José de Queiroz, chefe da revolução liberal de 1828 e avô do romancista Eça de Queiroz.
Mudou-se para Lisboa, começando a trabalhar aos 8 anos de idade como caixeiro numa casa comercial, tendo crescido entre o proletariado urbano da época. Depois de uma aprendizagem como autodidacta, apenas na década de 1890 conseguiu matricular-se na Escola Elementar de Comércio de Lisboa.
Aderiu ao republicanismo, tornando-se em 1888 militante do Partido Republicano Português, ascendendo rapidamente a lugares cimeiros na direcção daquele partido. Manter-se-ia sempre no campo ideológico dos republicanos liberais, militando nos diversos partidos que ocuparam aquela região do espectro ideológico.
Envolvido nas lutas operárias apoiadas pelos republicanos, foi um dos promotores da criação da Associação dos Caixeiros Nocturnos de Lisboa, ligando-se por essa via à imprensa, sendo fundador de A Voz do Caixeiro e colaborando no periódico O Caixeiro. 
Eleito em listas republicanas foi, entre 1908 e 1911, presidente da Junta de Freguesia de Santa Justa e vereador da Câmara Municipal de Lisboa.
Tendo demonstrado grande inteligência e jeito para os negócios, acabou por adquirir em 1911 a Casa José de Oliveira, onde era caixeiro. Cedo se revelou como um dos mais bem sucedidos comerciantes de Lisboa, ingressando nos círculos financeiros. Foi membro da direcção da Companhia do Boror e co-fundador e director da Mutualidade Portuguesa. Mais tarde seria nomeado sucessivamente vogal, vice-presidente e presidente do conselho de administração da empresa dos Caminhos-de-Ferro Portugueses. Foi também presidente do Conselho Disciplinar do Ministério das Finanças.
Com a cisão do Partido Republicano Português após a proclamação da República Portuguesa, integrou o Partido Unionista, onde militou entre 1911 e 1919. Integrando as listas daquele partido, foi eleito deputado pelo círculo de Lisboa, e depois pelo de Torres Vedras, ocupando os cargos de presidente da Comissão de Reforma Aduaneira e Serviços Fiscais. Foi também secretário-geral e director-geral da Fazenda Pública, cargo em que foi o principal autor da reforma tributária de 1911.
Como deputado por Torres Vedras, no mandato de 1911 a 1915, foi escolhido para vice-presidente da Câmara dos Deputados, apresentando então um parecer, à época considerado excepcional, sobre a Lei de Meios de 1912–1913 (o orçamento do Estado à altura). 
Em 1912 iniciou-se na Maçonaria, na loja Acácia, de Lisboa, adoptando o nome simbólico de «Garibaldi». 
Na sequência da revolução de 14 de maio de 1915, aceita o lugar de ministro das Finanças, cargo que exerceu até 18 de junho de 1916.
Mantendo-se na actividade política, já em período de degenerescência da Primeira República Portuguesa, quando a instabilidade política e o constante golpismo tornavam impossível a formação de executivos estáveis, voltou ao Governo no período entre 24 de maio e 30 de agosto de 1921, como presidente do Ministério (o título do primeiro-ministro da época), acumulando com a sua antiga pasta das Finanças. O seu curto mandato à frente do governo português ficou marcado pela profunda crise financeira do Estado e por uma tentativa desesperada de recorrer ao crédito externo, através da contracção de um empréstimo de 50 milhões de dólares nos Estados Unidos. Este empréstimo, anunciado como salvador pelo líder republicano Afonso Costa, acabou por não se materializar, o que conduziu à queda do Governo e ao descrédito das instituições da Primeira República, sendo uma das causas do aumento da instabilidade social e política que levaria ao golpe de 28 de Maio de 1926.
Em 1922 foi eleito deputado pelo círculo açoriano da Horta, reingressando nesse mesmo ano pelo círculo de Lisboa, mantendo-se no parlamento até 1924.
A partir de 1923 passou a militar no Partido Republicano Nacionalista. Faleceu em Lisboa a 5 de maio de 1926, já em pleno final da Primeira República Portuguesa de que fora um dos fundadores.
Nunca aceitou condecorações por ser Maçon.
Na toponímia, tem ruas com o seu nome em Lisboa, Sintra, Agualva, Oeiras e Ílhavo.

## Obras publicadas
- Apontamentos para o estudo dos impostos proporcional e progressivo, Guimarães & Cª Editores, Lisboa, 1917.
- Colaboração na Gazeta das colónias [3]  (1924-1926).